# Renato Sassola
Renato Sassola  *Rosario (Santa Fe), Argentina. Nació el 7 de enero de 1927, y falleció el 7 de marzo de 2013.
Fue un destacado tenor argentino y maestro de canto.
Realizó sus estudios de canto en el Instituto Superior de Arte del Teatro Colón (Buenos Aires), guiado por Hina Spani, Felipe Romito y Otto Erhart. 
Debutó a los 24 años de edad en el Teatro Colón, en La Bohème cantando en ese escenario hasta 1978 en interpretando todos los roles protagónicos de su cuerda, la de tenor lírico. Fue dirigido por maestros como Héctor Panizza, Tullio Serafin, Ferruccio Calussio, Erich Kleiber, Karl Böhm, Renato Cellini, Carlos Félix Cillario, Miguel Ángel Veltri y Karl Richter, entre otros. 
En 1956, estrenó Bodas de Sangre de Juan José Castro y en 1957 fue galardonado por la asociación de críticos musicales como el mejor cantante argentino de la temporada. 
Cantó en Estados Unidos, Viena (Austria), Uruguay, Brasil, Chile, Perú, Colombia y México. Su repertorio se conformó por más de 70 títulos entre óperas, operetas, ópera de cámara, zarzuelas y oratorios. 
Ejerció la docencia en la Maestría del Instituto Superior de Arte del Teatro Colón y en forma privada. 
Entre sus discípulos se hallan algunas estrellas de la ópera actual como el tenor cordobés Marcelo Álvarez, el bajo uruguayo Erwin Schrott y el italiano Luca Pisaroni.
Casado con la soprano ligera Lidia Perosino.